# 岡山市立足守中学校
岡山市立足守中学校（おかやましりつ あしもりちゅうがっこう）は、岡山県岡山市北区大井にある公立中学校。

## 概要
岡山県岡山市北区の足守地域にある公立中学校である。2014年（平成26年）4月、小中一体型校舎（愛称：あしもり学園）での授業を開始し、岡山市立蛍明小学校と同一の校舎を利用している。

## 沿革
- 1963年（昭和38年）4月1日 足守町外一市中学校組合立足守中学校、足守町立福谷中学校、高田中学校が統合され、吉備郡足守町立足守中学校となる。
- 1971年（昭和46年） 合併により岡山市立足守中学校に改称する。
- 2014年（平成26年）4月1日 小中一体型校舎（愛称：あしもり学園）での授業を開始

## 校訓
- 人間の尊厳・真理の探究・個性の伸張

## 部活動
- 野球部
- ソフトテニス部
- バスケットボール部
- 科学部
- 音楽部
- サッカー部

## 進学前小学校
- 岡山市立足守小学校
- 岡山市立蛍明小学校[3]

## 通学区域
- 岡山市立足守小学校通学区
  - 岡山市北区足守、下足守、上土田
- 岡山市立蛍明小学校通学区
  - 岡山市北区大井、粟井、苔山、庄田、真星、掛畑、東山内、間倉、河原、西山内、日近、吉、杉谷、下高田、上高田、山上、石妻[3]

## 通学区域が隣接している学校
- 岡山市立高松中学校
- 岡山市立中山中学校
- 岡山市立香和中学校
- 岡山市立御津中学校
- 吉備中央町立加賀中学校
- 総社市立総社西中学校
- 総社市立総社東中学校